# El soberbio Orinoco
El soberbio Orinoco ("Le superbe Orénoque") es una novela del escritor francés Julio Verne aparecida de manera periódica en  la Revista de ilustración y recreo —en francés Magasin d’Éducation et de Récréation—  desde el 1 de enero hasta el 15 de diciembre de 1898, y como libro en un volumen doble el 24 de noviembre de ese mismo año. 
Dentro de la serie «Viajes extraordinarios», este es el correspondiente a Venezuela y se inspira en el libro de   Jean Chaffanjon «Viaje a las fuentes del Orinoco» (1888) para incluirlo como el motivo central de su novela cambiando el nombre de este explorador por el de Jean de Kermor. 
Una joven se hace pasar por un muchacho a fin de no tener dificultades en la busca de su padre ausente perdido en la selva, y recorre el río Orinoco junto a su protector.

## Argumento
Juana de Kermor desea reencontrarse con su padre, el coronel Kermor. Sin embargo, al verse imposibilitada para viajar como mujer, decide disfrazarse de hombre y toma el nombre de «Juan». Acompañada por un sargento que se hace pasar por su tío, sale en busca de su padre. En el trayecto, se encontrará con los venezolanos Miguel, Felipe y Varinas, y con los franceses Jacques Helloch y Germán Paterne, que viajan por el río Orinoco para realizar investigaciones. Todos se unirán en la busca del coronel Kermor.

## Personajes
- Juan/Juana de Kermor.
- Sargento Marcial.
- Miguel.
- Felipe.
- Varinas.
- Jacques Helloch.
- Germán Paterne.
- Alfaniz/Jorrés.

## Capítulos
- I Miguel y sus dos colegas.
- II El sargento Marcial y su sobrino.
- III A bordo del Simón Bolívar.
- IV Primer contacto.
- V La Maripare y la Gallineta.
- VI De isla en isla.
- VII Entre Buena Vista y Urbana.
- VIII Una nube de polvo en el horizonte.
- IX Tres piraguas navegando unidas.
- X En la desembocadura del Meta.
- XI Escala en el pueblo de Atures.
- XII Algunas observaciones de Germán Paterne.
- XIII Respeto al tapir.
- XIV El chubasco.
- XV San Fernando.
- XVI Algunas palabras del pasado.
- XVII Primera jornada.
- XVIII Escala de dos días en Danaco.
- XIX Últimos consejos de Manuel Asunción.
- XX Bueyes y gimnotos.
- XXI Terribles inquietudes.
- XXII El campamento del pico Maunoir.
- XXIII El joven indio.
- XXIV A través de la sierra.
- XXV El vado de Frascaes.
- XXVI La misión de Santa Juana.
- XXVII En camino.
- XXVIII Dos meses en la misión.
- XXIX ¡Hasta la vista!

## Temas vernianos tratados

### Geografía
"El soberbio Orinoco" , "La jangada" , "Los náufragos del Jonathan" y "El faro del fin del mundo" son los únicos "Viajes extraordinarios" de Verne que tienen como marco Sudamérica.

## Homenajes
Al cumplirse el centenario de la publicación de  El Soberbio Orinoco  en Venezuela se realizaron diversas actividades entre las que destaca la reedición del libro y la creación de la Fundación Jules Verne de Venezuela.

## Adaptaciones

### Cine
- 2005:1888, el extraordinario viaje de la Santa Isabel Venezuela. 
  - Guion: Gustavo Michelena y Alfredo Anzola.
  - Dir.: Alfredo Anzola.
  - Int.: Marco Villarrubia (Jules Verne), Kristin Pardo (Juana de Kermor), Ronnie Nordenflycht (Conde Stradelli), Elba Escobar (Honorine Verne).

Es una película basada muy libremente en el libro; en ella, Jules Verne interactúa con los personajes.

## Referencias

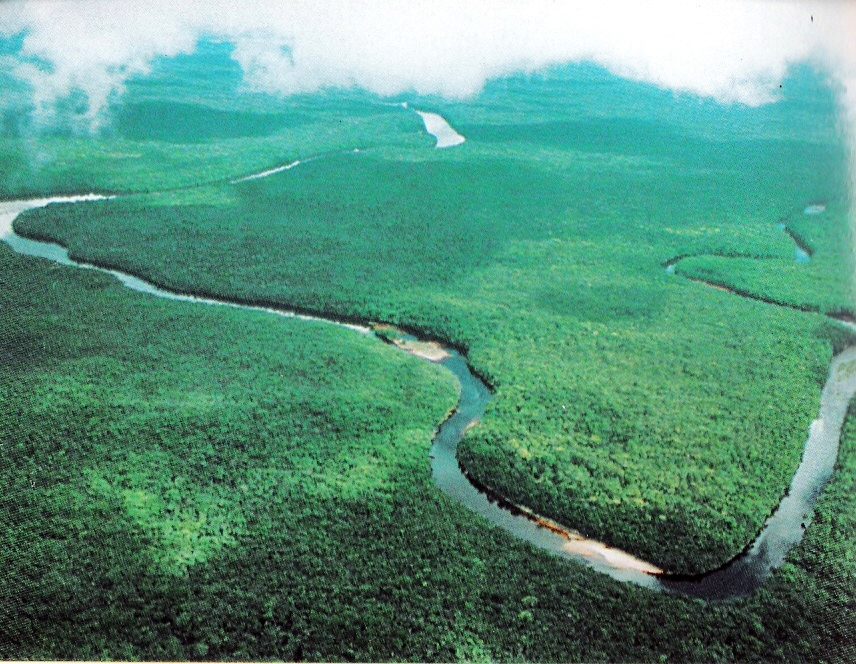
Delta del Orinoco.